# Геттингер, Франц
Франц Геттингер (нем. Franz Hettinger; 13 января 1819, Ашаффенбург — 26 января 1890, Вюрцбург) — немецкий римско-католический богослов, педагог, профессор, доктор богословия и философии, ректор Вюрцбургского университета.

## Биография
С 1836 по 1839 год обучался в академии родного города, где закончил курс философии и начал заниматься теологией. Поскольку преподавание богословия было прекращено в академии в 1839 г., он поступил в духовную семинарию в Вюрцбурге и продолжал обучение там с осени 1839 г. по 1841 г.
С 1841 г. учился в Папском германско-венгерском коллегиуме в Риме, где в 1845 году получил степень доктора богословия.
В 1843 году был рукоположен кардиналом К. Патрици Наро. Вернувшись на родину был назначен капелланом в Альценау в октябре 1845 года. С 1847 года служил помощником, а в мае 1852 года — субрегентом духовной семинарии Вюрцбурга. В июне 1856 года стал экстраординарным профессором, а в мае 1857 года — ординарным профессором апологетики, патрологии и гомилетики Вюрцбургского университета. В 1859 году получил почетную степень доктора философии философского факультета университета Вюрцбурга. Дважды, 1862–1863 и 1867–1868 годах был ректором университета. В 1866 г. стал почетным членом коллегии докторов теологического факультета Венского университета, почетным доктором теологии Лувенского университета в 1884 г., а в 1885 г. - почетным членом Римской академии религий.
Прелат.
Строго папское направление многочисленных трудов Геттингера выдвинуло его в глазах Ватикана; он был приглашен в комиссию по подготовительным работам к первому ватиканскому собору 1870 г.
Особенной известностью пользуется его «Apologie des Christemthums» (1862—1867), имеющая целью примирение религии с разумом и защиту латинского христианства против нападок отрицательной критики. Она переведена на многие языки, в том числе на русский (в апологетическом сборнике: «Материализм, наука и христианство»). Другие сочинения Г.: «Lehrbuch d. Fundamental Theologie oder Apologethik» (2 изд., 1888); «Die Kirchliche Vollgewalt d. papst. Stuhles» (5 изд., 1879) и многие др.